# Slavíček
Der Slavíček (deutsch Slabitschken, 535 m) ist ein markanter Berg im Lausitzer Gebirge in Tschechien.

## Entstehung des Namens
Der Name des Berges leitet sich vom tschechischen Namen für die Nachtigall (slavíček = kleine Nachtigall) ab. Überliefert ist, dass der Name vom Pfeifen des Windes in den zahlreichen Felsspalten herrührt, was an den Gesang von Nachtigallen erinnern sollte. Die deutsche Bezeichnung Slabitschken ist von der tschechischen abgeleitet.

## Lage und Umgebung

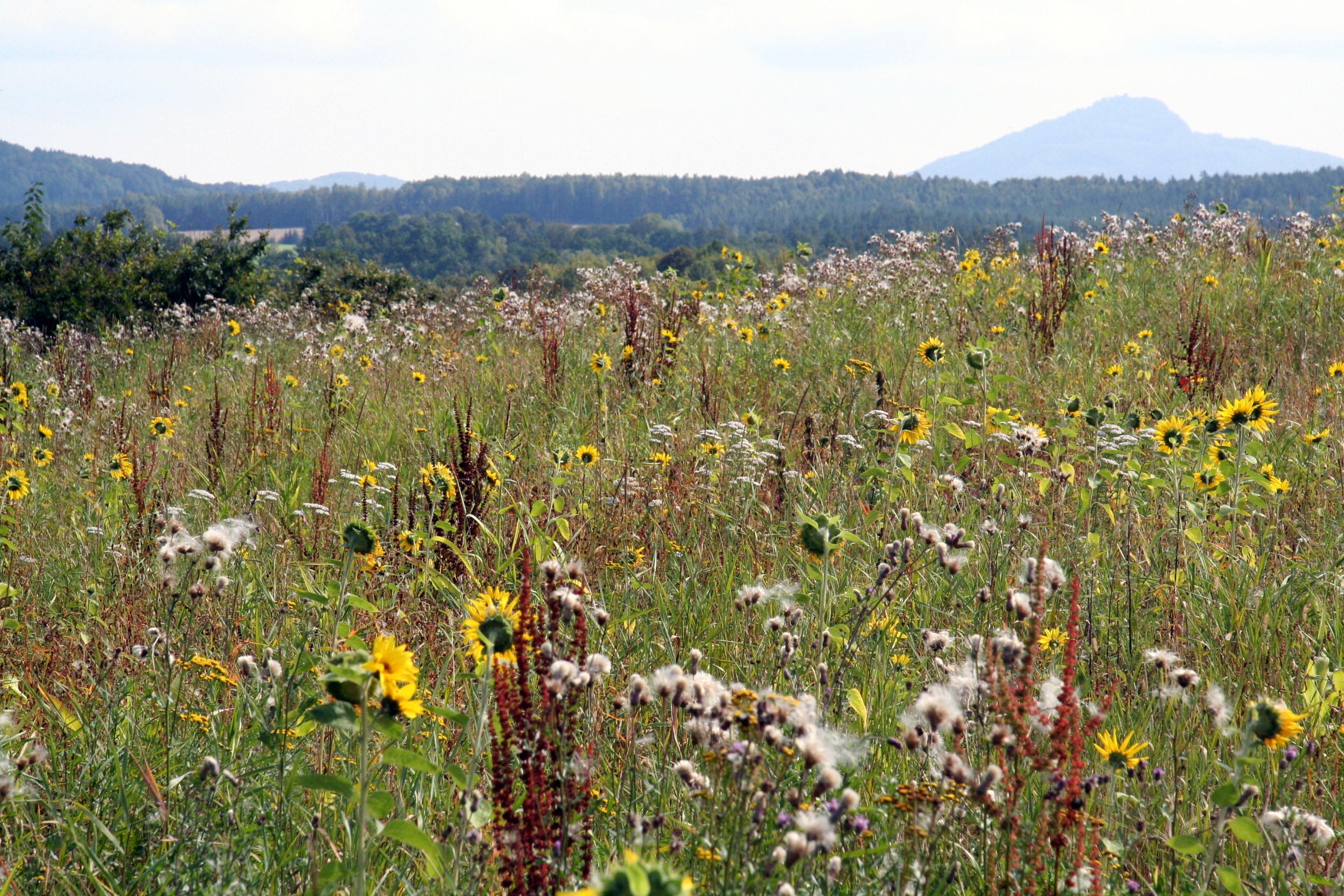
Sommerwiese am Fuße des Slabitschken, der Rollberg (Ralsko) im Hintergrund

Der Slavíček befindet sich in der Bürgstein-Schwoikaer Schweiz (Skály u Sloupu a Svojkova) im Süden des Lausitzer Gebirges, sieben Kilometer nordöstlich von Česká Lípa (Böhmisch Leipa) und fünf Kilometer südöstlich von Nový Bor (Haida). Am Fuß des Berges, liegen die Orte Sloup v Čechách (Bürgstein) und Svojkov (Schwoika). Touristisch interessant ist der an der östlichen Flanke sich hinaufziehende Betgraben (Modlivý důl)  mit der bekannten Felsenkapelle. An der Nordflanke des Berges befindet sich die Weiße Frau (Bílá paní), ein 15 Meter hoher, schlanker Basaltfelsen, welcher in seiner Form an eine Frau erinnert.

## Geologie
Der 200 Meter lange felsige Gipfelgrat des Berges wird von einem Basaltgang gebildet, dessen waagerecht liegende Säulen an der Weißen Frau und mehreren Gipfelfelsen gut sichtbar sind. Der Sockel des Berges besteht aus einem recht weichen, bindemittelarmen Sandstein, welcher durch  die Einwirkung des tertiären Vulkanismus einen recht hohen Eisengehalt aufweist. Seine rote Farbe und zahlreiche Eiseninkrustationen zeugen davon.

## Aussicht
Vom Gipfel besteht wegen des hohen Waldbestandes keine Aussicht.

## Wege zum Gipfel

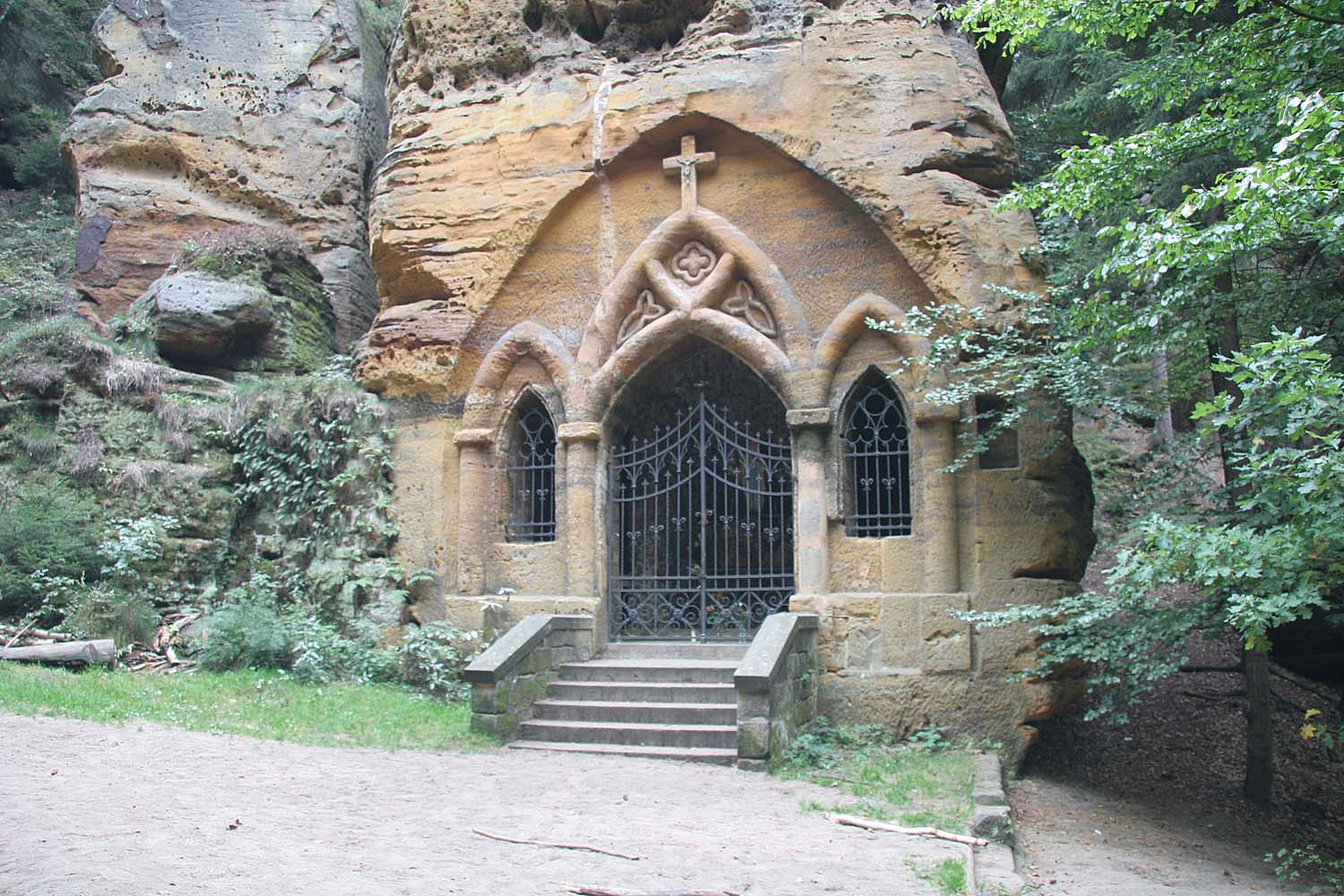
Felsenkapelle im Betgraben

- Über den Slavíček führt ein rot markierter Hauptwanderweg, der von Česká Lípa kommend weiter in Richtung Nový Bor führt. Über eine kurze, unmarkierte  Abzweigung ist der Gipfel erreichbar.
- Gute Ausgangspunkte für den Besuch des Berges sind die Orte Sloup v Čechách und Svojkov. Über o. g. Wanderweg ist der Gipfel in etwa einer halben Stunde erreichbar.